# 学校施設

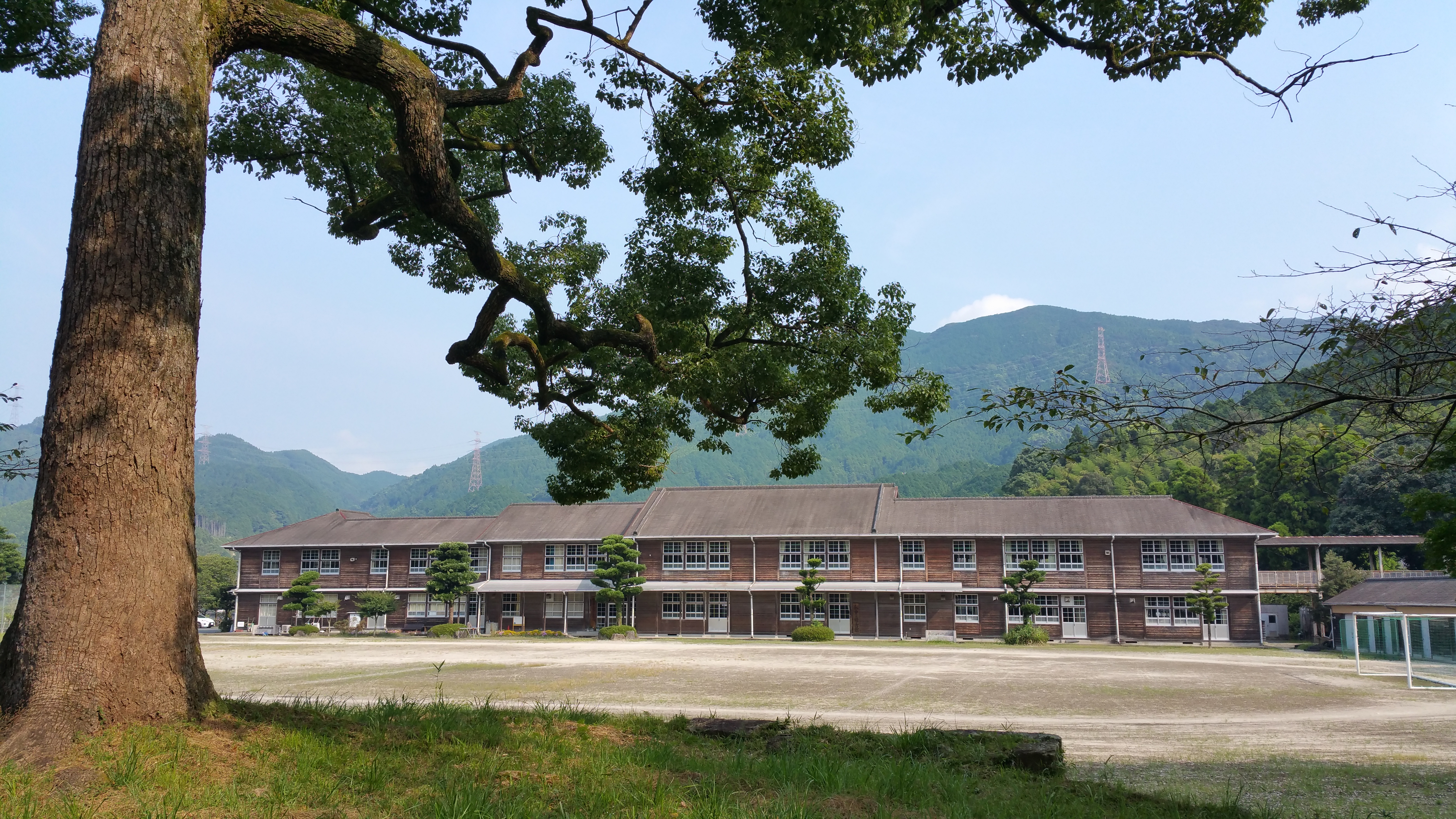
校舎と校庭（福岡県朝倉市立秋月中学校）

学校施設（がっこうしせつ）とは、学校を運営する上で必要となる建築物や設備を備えた施設のこと。学校施設としては、校舎、運動場（屋外運動場=校庭）、体育館（屋内運動場）が挙げられる。

## 学校施設の構成

### 校舎
校舎（こうしゃ）とは学校の建物のことである。
旧来の校舎はハードウェアとしての建物を意味していた。最近では「柔軟な学びの場」をキーワードに、「どこで学んだか」ではなく「何を学んだか」が重要となっている。つまり「校舎」という物理的な枠組を超えて、教育活動をする場を包括して「校舎」と考えることもある。
校舎は学校を象徴する建物である。学校の歴史は校舎に刻まれており、学校は地域の一部、校舎は街の一部であると言っても過言ではない。よって外観や内装は地域によって差が見られる。

### 教室
- 普通教室
通常の授業を受けるための教室で、多くの場合は学級ごとに1部屋（1教室）が割り当てられる。「ホームルーム教室」と呼ばれることもある。
- 特別教室
理科教室（理科室）、音楽教室（音楽室）、美術室（美術教室）など、教科別、用途別などに用意される教室。それらの授業に必要な設備が設けられている。
- 教材室・準備室
授業に用いられる各種教材が保管されている部屋。特別教室に併設され、各学科に必要な機材がおかれている所もあるほか、特に大きな図表を必要とする普通教室で行われる授業内容に用いられる教材をまとめて保管している所もある。
- 図書室
書物が蔵書されており、これらを借り出して自宅で読むこともできる。中には極めて高価で珍しい書籍が寄贈されている場合もある。

### 運動場
学校施設では教育の一環として、体を動かし鍛える場を提供する。またこれらは児童・生徒のレクリエーションにも供される。

#### 屋外運動場
屋外運動場は校庭ともいい、運動や遊戯を行う広場のことである。主に屋外での体育や、昼休みなどの遊び場として使用する。小学校ではブランコやジャングルジムなどといった据え置き型の遊具も設置されている。

#### 屋内運動場
- 体育館
主に室内での体育や、鼓笛隊の練習、入学式や卒業式などの学校行事、その他を行う施設である。バスケットボールのゴールや、各種球技のラインなどが備え付けられている。
- その他の施設
日本の高等学校などでは柔道・剣道・空手道などといった武道の授業を行うため、武道場が設置されている場合も多い。

## 日本の学校施設

### 校舎

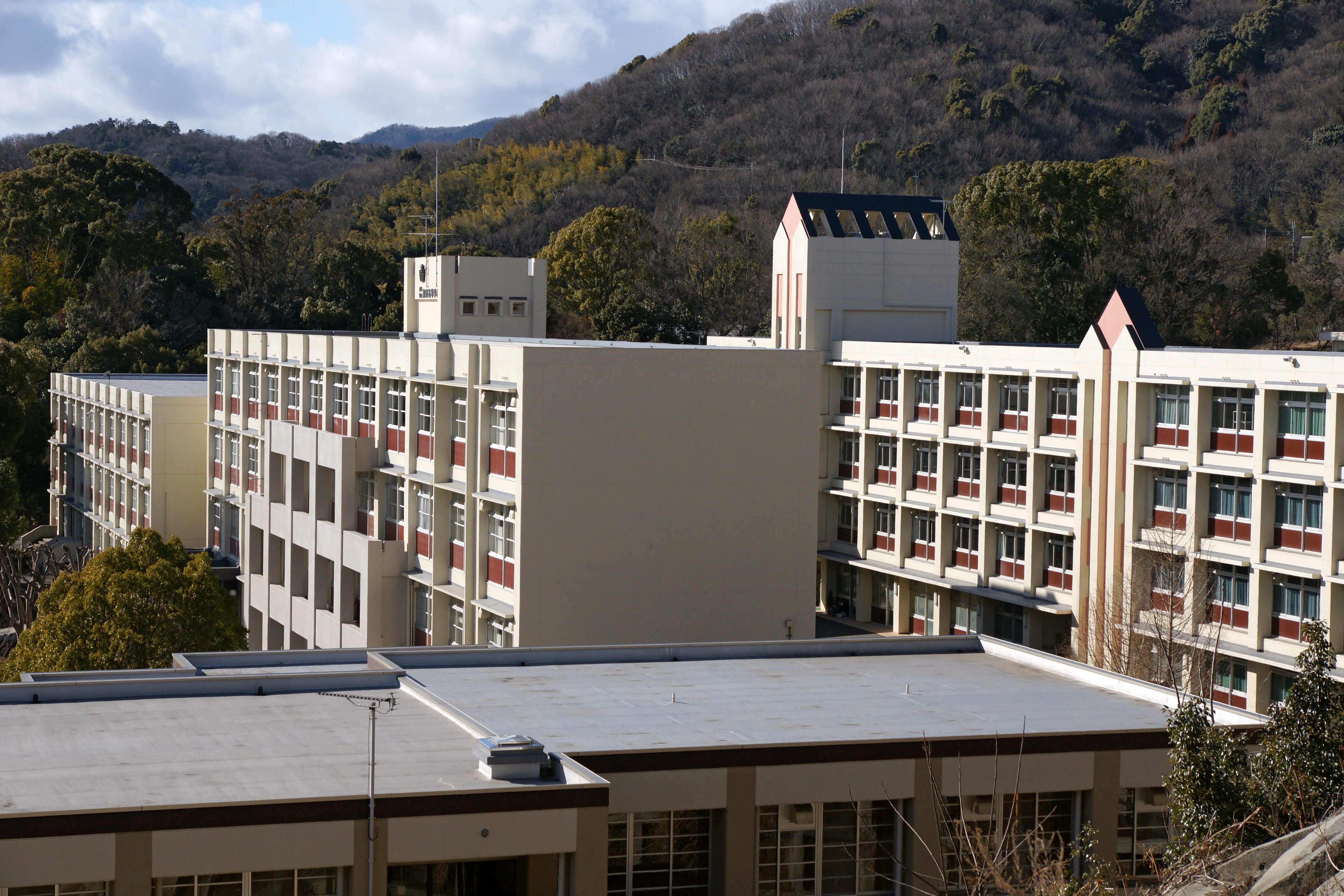
日本の県立高等学校校舎の一例
／2010年撮影。

校舎の面積は学校教育法第三条に基づき、文部科学省令によって下限が定められている。
明治元年（1868年）の学校建築開始当時から木造建築の校舎（木造校舎）が大半を占め、煉瓦建築などがこれに次ぐ形で普及した。鉄筋コンクリート造の校舎は、1920年（大正9年）、神戸市の須佐小学校校舎として日本で初めて登場している。さらには、関東大震災や室戸台風、空襲などの被害が、火災や地震に強い鉄筋コンクリート製校舎への建て替えるを強く促す結果となった。
東京市では1923年（大正12年）9月1日に発生した関東大震災で117校が焼失し、それら全校の新校舎は鉄筋コンクリート造で建て直された。これは「初期モダニズムの（世界的にも）画期的動向」であった。画一的ではなく設計者の個性が出ていた。
また、大阪府下では1934年（昭和9年）9月21日、室戸台風の暴風雨により143以上の木造校舎が倒壊、児童が登校した後の時間帯であったこともあり500人以上が校舎の下敷きとなって死亡する出来事があった。
それまで小学校の校舎については木造が主であり、事業費が高額となる鉄筋コンクリート構造は都市部でのみ認められるものであったが、文部省建築課は多くの校舎が倒壊したことを契機に方針転換を行った。
木造校舎は耐震化などの改良を続けつつ、1970年代まで新築され続けたが、その後は鉄筋コンクリート製校舎が大半を占める時代が到来した。しかし、鉄筋コンクリート製校舎の全盛時代にあって木造校舎の良さを再認識する運動も市民権を獲得しており、木造校舎がいくつか新築されるようになった。
2010年（平成22年）に施行された公共建築物等木材利用促進法もこれを後押しした。
2016年（平成28年）3月、大臣官房文教施設企画・防災部施設企画課は『木の学校づくり－木造3階建て校舎の手引』を公表し、校舎建築を計画する上での選択肢を広げている。
老朽化や廃校などによって校舎の建て替えや取り壊しが検討されると、地域で校舎をめぐる様々な論議が起こることはしばしばである。例えば日本の公立小学校にあっては、地域住民の多くがその校舎で学んでいるため、校舎に対して特別な愛着が持たれている場合もある。また、古い校舎では当時の著名な建築家が関係していたり、著名人の随筆・自伝・伝記などに同施設に絡むエピソードが紹介されているなど、郷土史跡としての価値もあることから、部分的にでも保存しようとする動きも見られる。一例として、日本の広島県広島市に所在する広島市立袋町小学校の校舎の場合、被曝建造物として保護活動が行われていたが、老朽化を理由に2000年（平成12年）に解体された。この際、黒板の下などから発見された、被爆（被曝）当時の避難者の消息を伝える落書き（被曝伝言）は、切り取られた壁面などの形で平和教育用史料として保存されている。
1950年代半ばから1960年代にかけて、校舎を円筒形とした円形校舎や、校舎を六角形あるいは六角形を組み合わせた形とした蜂の巣校舎を建設した学校もあったが、機能面などの問題からすぐに廃れてしまった。

### 教室
義務教育諸学校等の施設費の国庫負担等に関する法律施行令において、小学校の特別教室の種類として「理科教室、生活教室、音楽教室、図画工作教室、家庭教室、視聴覚教室、コンピュータ教室、図書室、特別活動室、教育相談室」が挙げられている。
また、中学校の特別教室の種類として「理科教室、音楽教室、美術教室、技術教室、家庭教室、外国語教室、視聴覚教室、コンピュータ教室、図書室、特別活動室、教育相談室、進路資料・指導室」が挙げられている。
- 視聴覚室
主にAV機器やプロジェクターなどが整った部屋、主に職員会議や評議会や委員会活動などを行う部屋。
生徒の健康診断では視力検査なども行う場合も多い。
- 教育相談室
児童・生徒や保護者などの生活に対する疑問や心の相談（カウンセリング）を行う部屋。スクールカウンセラーが待機している。中学校・高校では進路相談室という名目になっているところもあるが、その場合は専門のカウンセラーが居ないこともある。この場合では主に三者面談などに利用される。

### 教室以外の施設

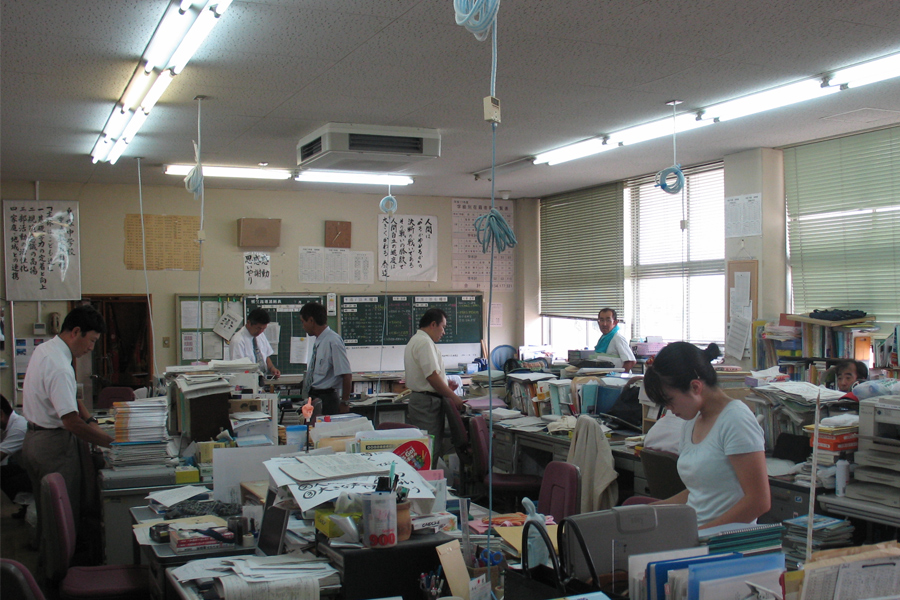
日本の学校の職員室の一例
／2005年撮影。

教室以外の施設としては次のようなものがあげられる。
- 理事長室
理事長の部屋。主に私立学校の学校法人の長の部屋も校内に併設されていることも多い。
- 校長室
校長の部屋。校長の執務のほかに、来客の応接や、地域の教育関係者との会合なども行われる。
- 教頭室（副校長室）
教頭（副校長）が執務を行う部屋。存在しない学校のほうが多い。
- 職員室（教務室）
学校職員（高校・特別支援学校では一般的には教員）が執務する部屋。授業準備等を行うため、教材や教具も多く置いてある。また、学校内を児童・生徒が安全に生活できるようにするための管理設備が集約されていることも多く、防災コントロール設備が設置されているほか、室内に刺又（さすまた）や防犯スプレー等の防犯用具、また、校内監視カメラなどの監視設備が設けられている所も見られる（警備会社による警報・監視システムを用いる場合もある）。
特に校内への不審者侵入を防止するため、校舎玄関から入ってきた人間は、必ずこの前を通るように設計されている所も見られる。また、夜間の場合は玄関と繋がっている場合が多い職員室の電灯を常時点灯させる場合もある（場合によっては1階全部の所も）。これは、夜間における学校敷地内侵入者の視認を容易にするための措置である。特に中学校などでは警備が厳重な所が多く、学校によっては警備会社の赤外線人感センサー式警報装置を複数用いる学校もある。
- 生徒会室
生徒会執行部の役員が会議をするため部屋。一般生徒は原則立ち入ることはできないが、生徒会顧問教師に許可を得れば傍聴できる学校がほとんど。小学校の場合は「児童会室」と呼ばれる。
- 生徒指導部室
生徒指導担当教員の職員室。中学校の場合は小さな部屋や無い場合が多いが、高校では生徒指導室が設けられる学校も多い。主に校則違反などを取り締まり、学校の秩序を守るために作られた職員室である。
その他学校では、「生活指導室」や「生徒指導室」と呼ばれる。
- 保健室
健康診断、健康相談、救急処置等を行うための部屋（学校保健安全法第7条）。怪我や病気をした児童・生徒・教職員などの手当や看護が行われる。養護教諭が常駐している。ベッドや薬品の他、身長計や体重計などの計測器具も備え付けられている。
近年ではいじめや社会的ストレス増大の問題もあって、精神的な待避所としての位置付けも成され、養護教諭がカウンセラーの資格をもっている・またはカウンセラーも常駐している所もあり、校舎を利用する人間が心身の健康を維持するのに必要な場所として扱われている。
- 放送室
校内放送を行う部屋。また、ビデオカメラやマイクロフォンなどの視聴覚教育機材の保管場所となっていることもある。
- クラブ部室
クラブ部室は主に部活動の拠点となる部屋である。部屋の管理は生徒会執行部が行う。
部室ではチーム編成や大会の賞状などが飾ってあり、部員の憩いの場として活用されている。
- 会議室
職員会議やさまざまな会合等を行うための部屋。便宜的に児童・生徒などが学校行事の準備のために利用することもある汎用の部屋である。
- 教官室
教官室とは体育科の教員のみがいる部屋である。別名「体育科教官室」と呼ばれる。主に体育祭、球技大会などの運動行事などの安全を練る部屋である。体育館や講堂、プール、クラブ部室などの鍵を保管する部屋ともなっている。
- 事務室
学校事務を行う部屋。学校に関連する様々な文書の発行や、業者との連絡などを行っている。また廊下側には窓口があり、特に高等学校では学割の手続きや許可の申請などで使用されるほか、公衆電話がここに取り付けてある場合もある。公立の小中学校では職員室で学校事務を行っている場合もあるため、事務室がない学校も存在する。
- 管理員室（用務員室）・宿直室
学校用務員が待機する部屋。住み込みの用務員または警備員が夜間の警備等の常駐管理を行うことから畳やコンロがある場合もあり、生活感が漂っている。場所によっては生活に困らないよう小さな平屋一戸建ての住宅が学校施設の敷地内に設けられており、風呂や台所などもあったり大抵の家財道具が揃っている場合も見られる。現在は、住込みの用務員、泊まり込みの警備員がいない学校でも、古い校舎の場合は宿直室が残っていることもある。
- 給食室（配膳室）
給食を準備する部屋。給食室の代わりに食堂を置いている所もある。
- 機械室
学校施設が提供する水道・電気・冷暖房などの各種機能を維持するための装置が備え付けられた部屋。通常は故障の際に修理工が出入りする以外には施錠され、一般の児童・生徒が入れないようになっていることが多い。学校施設が水害や地震などの災害の際には避難施設となることから、自家発電設備を持つ所も見られる。

- 飼育小屋
小学校などでカイウサキ、ニワトリ、チャボなどの学校飼育動物（英語版）を飼育する小屋。日本の学校において、いつから学校飼育動物が飼われるようになったかは不明であるが、1907年に教育学者の棚橋源太郎は、滋賀県の小学校でなく学校園を視察した際に、教育目的でニワトリを飼育していると記述している[12]。1908年の松田良蔵の記録では、東京高等師範学校附属小学校で数年前からウサギを飼育していたとされる[12]。文部科学省では、小学校学習指導要領において、動物飼育に関する規定の規定がある。1958年改訂の学習指導要領で「飼いやすい動物」の例としてウサギがある[13]。ただし、平成19年度（2007年）の調査では79％の小学校で学校飼育動物が飼われていたが、令和4年度（2022年）の調査では21％に低下しており、教師の負担などが指摘されている[14]。
- プール
プール授業は昭和30年代に子どもの水難事故が続発したことから普及した。教育者への負担、維持費などの課題が指摘されている[15]。

### 冷暖房
学校は公共施設の中では冷房の設置率が非常に低い施設である。近年までは航空機による騒音問題で窓を全開できない空港や自衛隊・在日米軍基地の近くにある学校に設置されているくらいであった。
設置率が低い理由としては、子供は夏の暑さに耐えさせるべきだという教育的・医学的な理由、猛暑の時期は夏休みであること、ベビーブームで学校の増設が優先されて快適性が後回しにされてきたことなどが挙げられる。
しかし、近年は地球温暖化やヒートアイランド現象で健康を害すほどの猛暑が珍しくなくなっており、学校の冷房化率が上がりつつある。

## イギリスの学校施設

### 校舎
パブリックスクールは広大な校地を有していることが多く、校舎も町に散在していることがある。

### 教室
パブリックスクールの特別教室としては、語学、絵画、工芸、映画、音楽制作などの目的ごとに用意された教室がある。

### 運動場
パブリックスクールでは屋内に設置される体育館のほか、トレーニングジム、プール、陸上競技場、サッカー場、ラグビー場、テニスコート、ゴルフコース、乗馬場などがある。

### その他の学校施設
- 教会
パブリックスクールは聖公会系の学校が多いことから敷地内に教会が存在することも多い[16]。
- 劇場
音楽や演劇等を学ぶほかスピーチを行う空間として劇場が設けられることが一般的である[16]。

## オーストラリアの学校施設
オーストラリアの校舎は多くは平屋建ての複数棟で構成されており、まれに中学校では2階建ての校舎もある。校舎内には図書館、コンピュータルーム、多目的室などが設けられるが地域差もある。
一般に校庭は広大であり、大部分は芝生化されていることが多い。